# Unidade de bebida padrão

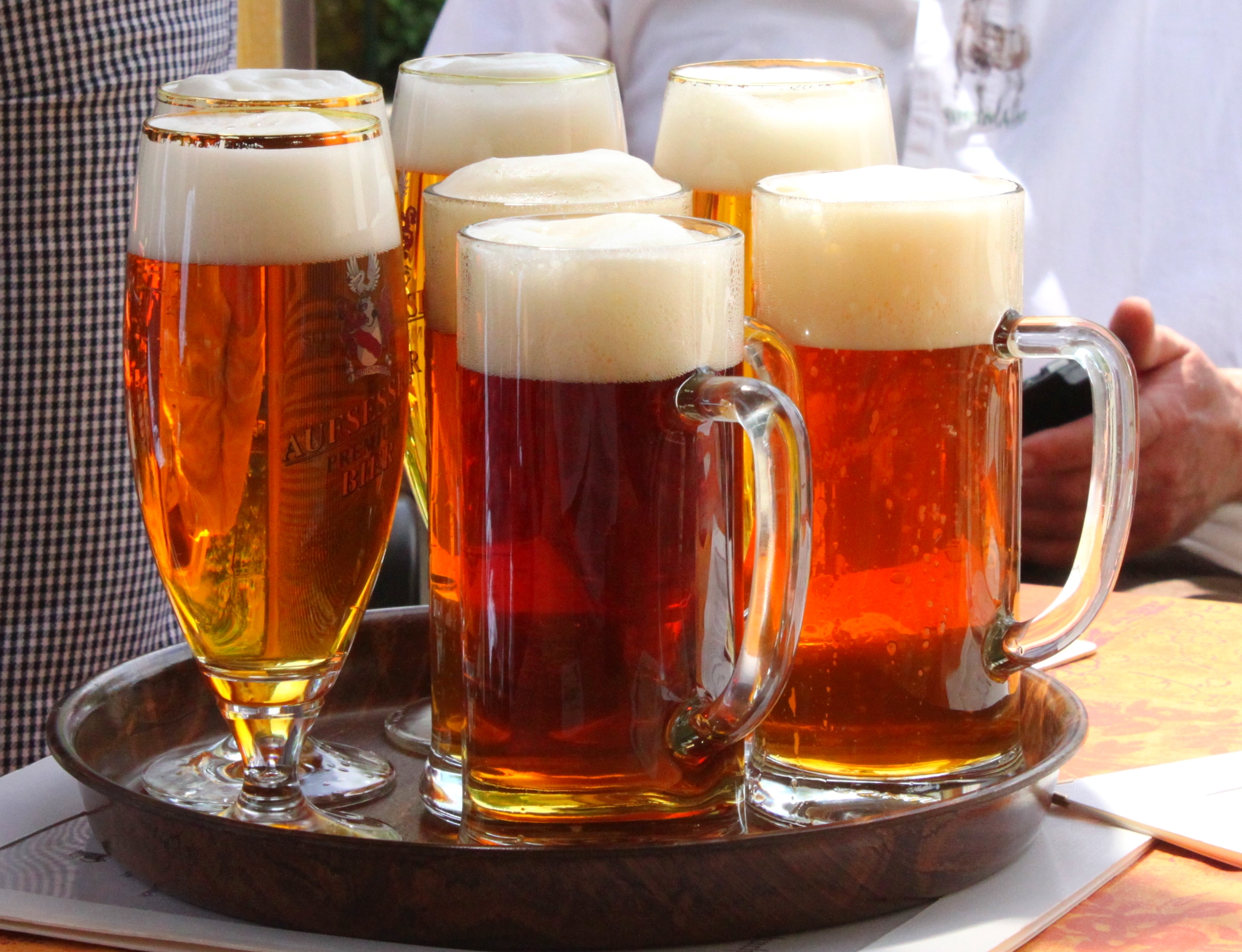
Uma bandeja de cervejas no Brauereigasthof Rothenbach em Aufseß.

Uma unidade de bebida padrão é uma forma simplificada de medir o volume de álcool puro numa bebida alcoólica, sendo usada em vários países para orientar e facilitar o cálculo da ingestão diária ou semanal de álcool. Embora as bebidas tenham diferentes graduações alcoólicas, os diferentes tipos e tamanhos de copos fazem com que a quantidade de álcool ingerida seja praticamente a mesma, o que corresponde a 10 – 12 gramas de álcool por copo ou uma unidade de bebida padrão. A Organização Mundial de Saúde recomenda que não sejam ultrapassadas as 2 unidades diárias (20 g álcool) e a abstinência durante dois dias por semana.
|                         | Cerveja | Vinho     | Aperitivo | Aguardente |
| ----------------------- | ------- | --------- | --------- | ---------- |
| Capacidade do copo      | 3 dl    | 1,65 dl   | 0,5 dl    | 0,5 dl     |
| Conteúdo de álcool puro | 12 g    | 12 a 13 g | 10 a 12 g | 14 a 16 g  |